# Kriegerdenkmal Gerwisch

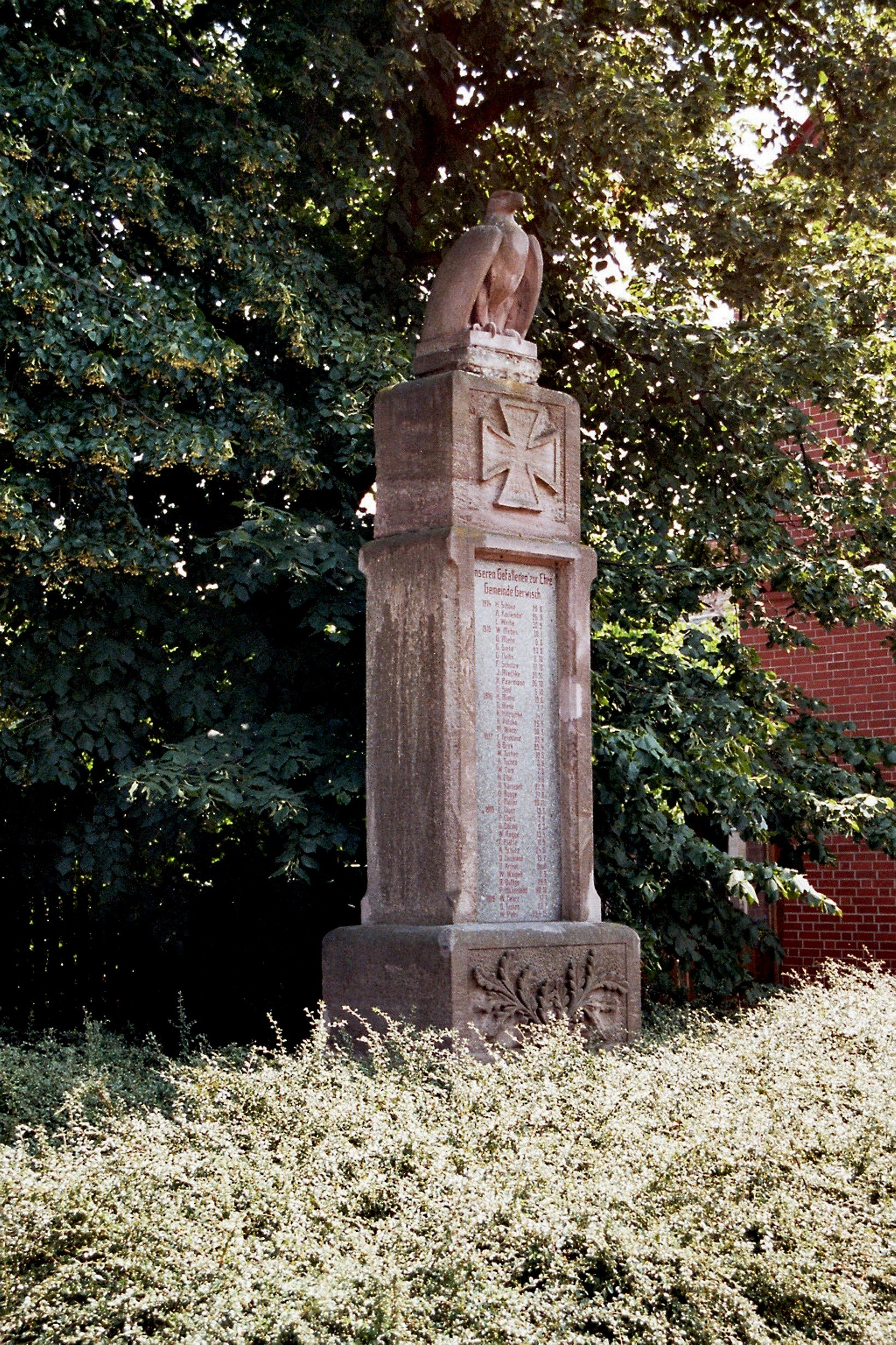
Stele mit Eisernen Kreuz und Adler

Das Kriegerdenkmal Gerwisch ist ein denkmalgeschütztes Kriegerdenkmal in der Ortschaft Gerwisch der Gemeinde Biederitz in Sachsen-Anhalt. Im örtlichen Denkmalverzeichnis ist das Kriegerdenkmal unter der Erfassungsnummer 094 71268 als Baudenkmal verzeichnet.

## Lage
Das Kriegerdenkmal befindet sich an der Hauptstraße (B1) die durch den Ort führt, westlich der Kirche in Gerwisch.

## Gestaltung
Es handelt sich bei dem Kriegerdenkmal um eine Stele die auf einem abgestuften Sockel steht. Die Stele wird von einem Eisernen Kreuz und einem Adler gekrönt. Eine Namenstafel für die Gefallenen des Ersten Weltkrieges wurde in der Stele eingelassen.

## Inschriften
Unseren Gefallenen zur Ehre
 
Gemeinde Gerwisch 
- Archut, O.
- Bethte, R.
- Brick, G.
- Cain, W.
- Döring, O.
- Ebert, P.
- Elbe, H.
- Ferchland, F.
- Ferchland, O.
- Giese, G.
- Giese, O.
- Haberland, P.
- Hitzschke, K.
- Karrasch, R.
- Kociemba, A.
- Mebes, W.
- Miehe, G.
- Miehe, H.
- Miethke, J.
- Müller, E.
- Nellis, G.
- Paarmann, H.
- Palm, W.
- Platte, F.
- Pohlke, H.
- Rogge, O.
- Rogge, W.
- Schöne, H.
- Schulze, F.
- Schütz, A.
- Senf, G.
- Täger, E.
- Tuchen, A.
- Tuchen, O.
- Tuchen, W.
- Twarz, W.
- Weigelt, W.
- Weihe, L.
- Winter, M.

## Quelle
- Gefallenen Denkmal Gerwisch Online, abgerufen am 15. Juni 2017.